# Теория императивов
Тео́рия императи́вов (нем. Imperativentheorie) — это одна из наиболее значимых формалистских теорий в немецкой юриспруденции, зародилась в Германии в конце XIX века. Наиболее полно она впервые была сформулирована в труде Августа Тона «Rechtsnorm und subjektives Recht» (Правовая норма и субъективное право), опубликованном в 1878 году. 
Согласно данной теории, основная задача правопорядка заключается в предоставлении лицу публично-правовых гарантий защиты, а сама возможность совершения юридически значимых действий, которая в классическом варианте именуется субъективным правом, при данном подходе «выносится за скобки». При этом структура норм права изменяется в сторону их сугубо императивного содержания (предписаний и запретов), происходит исключение дозволительных норм из структуры объективного права. Поэтому теория получила название «теория императивов». 
К числу сторонников данной теории на протяжении конца XIX и начала XX века можно отнести следующих ученых (имя ученого приводится на немецком языке, рядом приводится название книги): E.R. Bierling, Jur. Prinzipienlehre 1, 1894; J.Goldschmidt, Der Prozess als Rechtslage, 1925; J.Binder, Philosophie des Rechts 1925, H. Nawiasky, Allgem.Rechtslehre, 2.Aufl., 1948, H.Kelsen, Reine Rechtslehre, 1960, M. Moritz, Ueber Hohfelds System d.jur. Grundbegriffe, 1960; K. Larenz, Methodenlehre, 1960; H. Henkel, Einf, i.d. Philosophie, 1964, E. Bucher, Das subj. Recht als Normsetzungsbefugnis, 1965; Fr. Mueller, Normstruktur und Normativitaet, 1966, R. Schreiber, D. Geltung v. Rechtsnormen, 1966; E. J. Lampe, Jur. Semantik. 1970; J. Esser, Vorverstaendnis und Methodenwahl, 1970; O. Weinberger, Rechtslogik, 1970, K.Engisch, Auf der Suche nach der Gerechtigkeit, 1971; H. H. Keuth, Zur Logik der Normen, 1972; J. Roedig, Die Theorie des gerichtlichen Erkenntnisverfahrens, 1973; St. Stroemholm, Allgemeine Rechtslehre, 1976.
Теория императивов, сформулированная Августом Тоном и раскрытая его последователями, оказала большое влияние на немецкую цивилистическую мысль, самым прямым образом отразилась в ряде положения ГГУ, а также вызвала ожесточенную критику, в основном, от сторонников направления правового реализма , в частности, от последователей популярной юриспруденции интересов Рудольфа фон Иеринга. Через немецкую цивилистику теория императивов отразилась в трудах отечественных цивилистов. Так, Ю. С. Гамбаров, критикуя теорию императивов, прямо называет её «деспотической».